# Zhīryān
Zhīryān (persiska: ژيريان, جيريان گَرگَر, Zhīrīān, Zhīzīān) är en ort i Iran.   Den ligger i provinsen Lorestan, i den västra delen av landet, 400 km sydväst om huvudstaden Teheran. Zhīryān ligger 1 667 meter över havet och antalet invånare är 244.
Terrängen runt Zhīryān är kuperad. Runt Zhīryān är det ganska tätbefolkat, med 72 invånare per kvadratkilometer. Närmaste större samhälle är Aleshtar, 14,9 km nordost om Zhīryān. Omgivningarna runt Zhīryān är i huvudsak ett öppet busklandskap.